# 豊洲村 (長野県)
豊洲村（とよすむら）は長野県上高井郡にあった村。現在の須坂市の北西端、千曲川右岸にあたる。

## 地理
- 河川 ： 千曲川、松川、八木沢川

## 歴史
- 1889年（明治22年）4月1日 - 町村制の施行により、小島村・小河原村・相之島村の区域をもって発足。
- 1954年（昭和29年）2月11日 - 須坂町・日野村と合併し、改めて須坂町が発足。同日豊洲村廃止。

## 交通

### 鉄道路線
- 長野電鉄
  - 河東線（現・長野線）
    - 豊洲駅（現・北須坂駅）

### 道路
現在は旧村域を上信越自動車道が通過するが、当時は未開通。